# Florenville
Florenville (en lorenès Floravile) és un municipi belga de la província de Luxemburg a la regió valona. Comprèn les seccions de Chassepierre, Florenville, Fontenoille, Lacuisine, Muno, Sainte-Cécile, Villers-devant-Orval, Azy, Laiche, Martué

## Galeria d'imatges

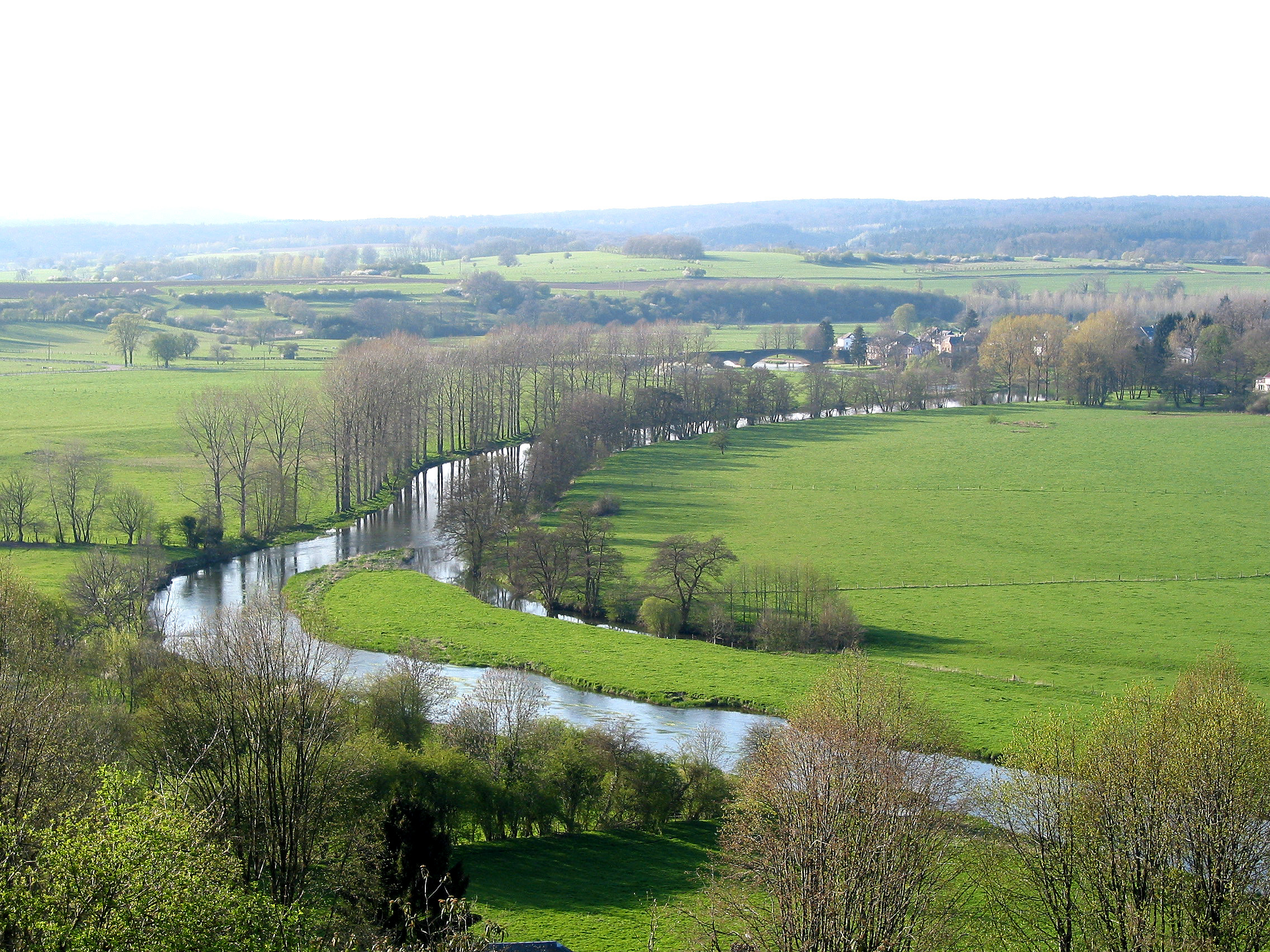
Panorama sobre la Semois
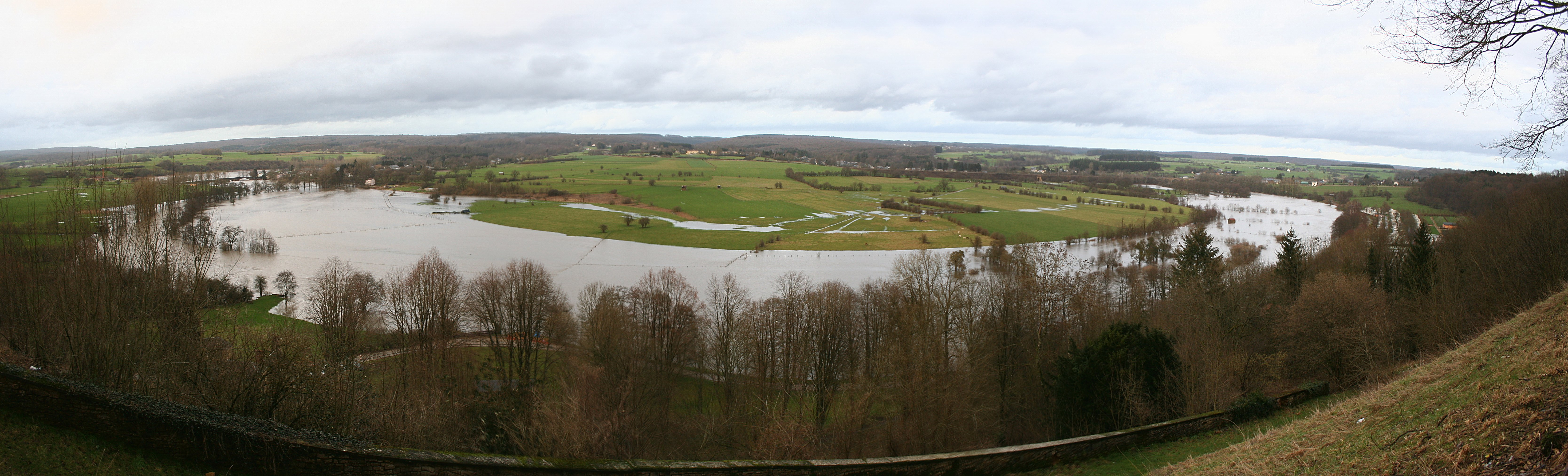
Meandre de la Semois inundat (19/01/2007)
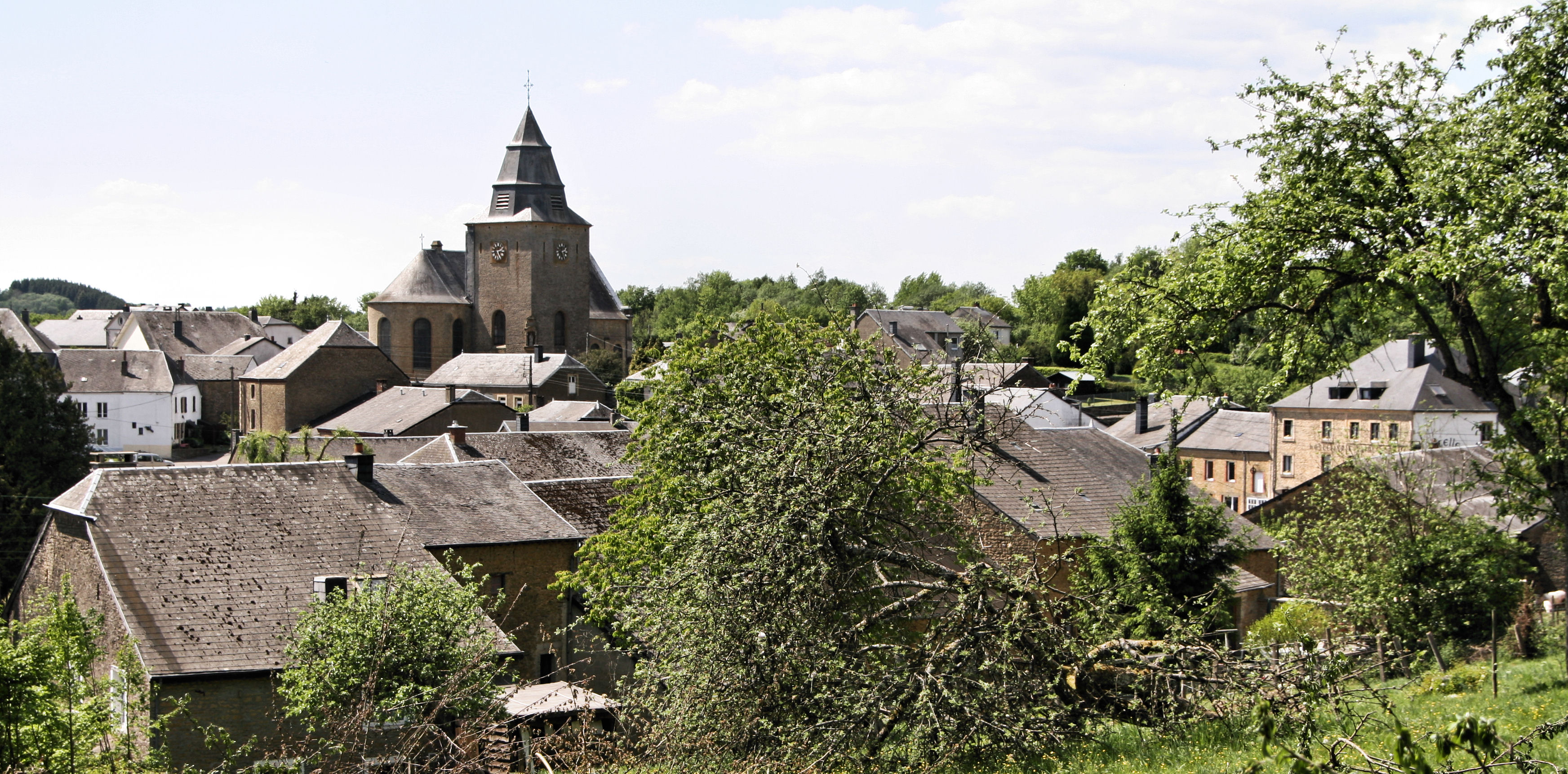
Sainte-Cécile